# Gjermund Kveno
Gjermund Kveno (1969) è un ex sciatore alpino norvegese.

## Biografia
Kveno vinse la medaglia di bronzo nella discesa libera ai Campionati norvegesi 1989; non prese parte a rassegne olimpiche né ottenne piazzamenti in Coppa del Mondo o ai Campionati mondiali.

## Palmarès

### Campionati norvegesi
- 1 medaglia (dati dalla stagione 1988-1989):
  - 1 bronzo (discesa libera[senza fonte] nel 1989)